# Quenton Jackson
Quenton Jackson (Los Angeles, 15 de setembro de 1998) é um jogador norte-americano de basquete profissional que atualmente joga no Indiana Pacers da National Basketball Association (NBA) e no Indiana Mad Ants da G-League.
Ele jogou basquete universitário no College of Central Florida e no Texas A&M.

## Carreira no ensino médio
Jackson estudou na Mira Costa High School. Ele perdeu um mês e meio com uma lesão no pulso quando estava no último ano.

## Carreira universitária
Jackson começou sua carreira universitária no College of Central Florida. Em seu segundo ano, ele teve médias de 18,3 pontos, 5,2 rebotes e três assistências. 
Jackson foi transferido para Texas A&M, rejeitando as ofertas de Arkansas, LSU, Texas e West Virginia. Ele teve médias de 8,8 pontos e 2,9 rebotes em seu terceiro ano. Em sua quarta temporada, Jackson teve médias de 10,4 pontos, 2,4 rebotes e 1,7 assistências. Após a temporada, ele optou por retornar para mais um ano de elegibilidade. Jackson levou Texas A&M à final do NIT em sua última temporada com médias de 14,8 pontos, 3,5 rebotes, 2,0 assistências e 1,8 roubos de bola.

## Carreira profissional

### Washington Wizards / Capital City Go-Go (2022–2023)
Depois de não ter sido selecionado no draft da NBA de 2022, Jackson assinou um contrato com o Washington Wizards em 13 de setembro de 2022. Ele foi dispensado pelos Wizards em 15 de outubro e, posteriormente, ingressou no Capital City Go-Go, o afiliado dos Wizards na G-League.
Em 10 de fevereiro de 2023, Jackson assinou um contrato de duas vias com os Wizards. No entanto, ele foi dispensado em 24 de julho.

### Windy City Bulls (2023–2024)
Em 8 de setembro de 2023, Jackson assinou com o Chicago Bulls, mas foi dispensado em 16 de outubro. Em 9 de novembro, ele se juntou ao Windy City Bulls.

### Indiana Pacers / Mad Ants (2024–Presente)
Em 4 de março de 2024, Jackson assinou um contrato de duas vias com o Indiana Pacers e com o Indiana Mad Ants. Em 27 de julho, ele assinou outro contrato de duas vias com os Pacers.
Jackson fez sua primeira partida como titular na carreira em 21 de novembro contra o Houston Rockets, e marcou 24 pontos, o recorde da carreira, em 10 de 12 arremessos na derrota por 130–113.

## Estatísticas da carreira

### NBA

#### Temporada regular
| Ano      | Equipe     | PJ | PT | MPJ  | AP   | 3P   | LL    | RT  | AS  | BR | TO | PPJ |
| -------- | ---------- | -- | -- | ---- | ---- | ---- | ----- | --- | --- | -- | -- | --- |
| 2022–23  | Washington | 9  | 0  | 15.0 | .452 | .083 | .773  | .9  | 1.7 | .4 | .1 | 6.2 |
| 2023–24  | Indiana    | 3  | 0  | 3.5  | .000 | —    | 1.000 | 1.3 | .7  | .3 | .0 | .7  |
| Carreira | Carreira   | 12 | 0  | 9.2  | .226 | .083 | .886  | 1.1 | 1.2 | .3 | .0 | 3.4 |

### Universitário
| Ano      | Equipe    | PJ | PT | MPJ  | AP   | 3P   | LL   | RT  | AS  | BR  | TO | PPJ  |
| -------- | --------- | -- | -- | ---- | ---- | ---- | ---- | --- | --- | --- | -- | ---- |
| 2019–20  | Texas A&M | 29 | 8  | 23.6 | .366 | .244 | .760 | 2.9 | 1.6 | 1.2 | .2 | 8.8  |
| 2020–21  | Texas A&M | 18 | 10 | 23.4 | .474 | .411 | .736 | 2.4 | 1.7 | 1.2 | .2 | 10.4 |
| 2021–22  | Texas A&M | 40 | 15 | 26.4 | .490 | .346 | .828 | 3.5 | 2.0 | 1.8 | .6 | 14.8 |
| Carreira | Carreira  | 87 | 33 | 24.4 | .443 | .333 | .774 | 2.9 | 1.7 | 1.4 | .3 | 11.3 |